# Belovári laktanyaostrom
A belovári laktanyaostrom (horvátul: Operacija Bilogora), a Jugoszláv Néphadsereg (JNA) 32. (Varasdi) hadtest laktanya és egyéb létesítmények blokádja és elfoglalása volt Belovár városában és környékén a horvát szabadságharc idején. 1991. szeptember 14-én elrendelték a JNA horvátországi létesítményeinek általános blokádját, amely egészen szeptember 29-ig tartott, amikor a horvát erők elfoglalták a JNA helyőrségét. Elfoglalására egy héttel azután került sor, hogy a 32. hadtest nagy része Varasdon megadta magát. A művelet a laktanyacsata része volt, mely a horvát fegyveres erők erőfeszítése volt a horvátországi laktanyákban állomásozó JNA egységek elszigetelésére, illetve a laktanyák elfoglalására abból a célból, hogy fegyvert biztosítsanak Horvátország születőben lévő hadseregének.
A harcok során jelentős számú fegyvert, köztük 78 harckocsit, 77 gyalogsági harcjárművet és 13 db, 100 milliméternél nagyobb kaliberű tüzérségi eszközt sikerült zsákmányolni. Az összecsapás a tüzérségi tűz és a város szélén lévő lőszertároló raktár felrobbanása miatt Belovár városában és környékén is jelentős károkat okozott. A harcok a napokkal korábban megkötött tűzszünet ellenére robbantak ki azután, hogy Veljko Kadijević JNA tábornok visszalépett a tűzszünet végrehajtásáról szóló tárgyalásoktól. Ezt követően ultimátumot intézett a horvát hatóságokhoz, és óva intett a JNA további létesítményeinek elfoglalásától.

## Előzmények
1990-ben, a horvát szocialisták választási vereségét követően az etnikai feszültségek tovább fokozódtak. A Jugoszláv Néphadsereg (Jugoslovenska Narodna Armija – JNA) elkobozta Horvátország területvédelmi fegyvereit (Teritorijalna obrana – TO), hogy minimalizálja a lehetséges ellenállást. 1990. augusztus 17-én a fokozódó feszültség a horvátországi szerbek nyílt lázadásává fajult.A lázadás Dalmácia hátországának Knin körüli, túlnyomórészt szerbek lakta területein, valamint a Lika, Kordun, Banovina régiók és Kelet-Horvátország egyes részein zajlott. 1991 januárjában Szerbia Montenegró, valamint a szerbiai Vajdaság és Koszovó tartományok támogatásával kétszer is sikertelenül próbálkozott, hogy megszerezze a jugoszláv elnökség jóváhagyását a JNA bevetéséhez a horvát biztonsági erők leszerelésére.
A szerb felkelők és a horvát különleges rendőrség között márciusban vívott vértelen összecsapás után maga a JNA, Szerbia és szövetségesei támogatásával, kérte a szövetségi elnökséget, hogy adjon neki háborús jogosítványokat és hirdessen ki rendkívüli állapotot. A kérelmet 1991. március 15-én elutasították, és a JNA Slobodan Milošević szerb elnök irányítása alá került 1991 nyarán, amikor a jugoszláv szövetség szétesésnek indult. A hónap végére a konfliktus eszkalálódott, ami a háború első halálos áldozataihoz vezetett. A JNA ezután közbelépett, hogy támogassa a felkelőket, és megakadályozza a horvát rendőrség beavatkozását. Április elején a horvátországi szerb lázadás vezetői bejelentették, hogy az ellenőrzésük alatt álló területeket integrálják Szerbiával. Horvátország kormánya ezt az elszakadás aktusának tekintette.
1991 márciusára a konfliktus Horvátország függetlenségi háborújává fajult, majd 1991 júniusában, Jugoszlávia felbomlásával Horvátország kikiáltotta függetlenségét. A függetlenségi nyilatkozat három hónapos moratóriumot követően október 8-án lépett hatályba. A december 19-én a Krajinai Szerb Köztársaságra (RSK) átkeresztelt SAO Krajina ezután etnikai tisztogató akciókat indított a horvát civil lakosság ellen.
A fokozódó feszültségek szabályozását nehezítette az SAO Krajina növekvő támogatása, amelyet a Jugoszláv Néphadsereg (JNA) nyújtott. A horvát rendőrség képtelen volt megbirkózni a helyzettel, ami 1991 májusában a Horvát Nemzeti Gárda (ZNG) létrehozásához vezetett. Miközben a horvátországi katonai konfliktus tovább eszkalálódott a ZNG katonai erővé fejlesztését megnehezítette az ENSZ szeptemberben bevezetett fegyverembargója. Augusztus 26-án megkezdődött a konfliktus addigi legnagyobb fegyveres összecsapása, a vukovári csata.
1991 elején Horvátországnak nem volt reguláris hadserege, ezért védelmének megerősítése érdekében megduplázta rendőri erői létszámát, mely így 20 000 főre nőtt. A haderő leghatékonyabb részét a tizenkét zászlóaljba szervezett, a katonai egységek szerepét átvevő, 3000 fős különleges rendőrség jelentette. Emellett 16 zászlóaljba és 10 századba területi alapon szervezett 9-10 000 tartalékos rendőr is rendelkezésre állt. A tartalékos erőnek nem volt fegyvere. A helyzet romlására reagálva a horvát kormány a különleges rendőrzászlóaljakat négy, összesen mintegy 8000 fős, a Honvédelmi Minisztérium alárendeltségében álló gárdadandárba összevonva májusban létrehozta a horvát nemzeti gárdát (Zbor narodne garde – ZNG), amelynek élén Martin Špegelj nyugalmazott JNA tábornok állt. Az addigra 40 000 fősre bővült regionális rendőrséget is a ZNG-hez csatolták, és 19 dandárba és 14 önálló zászlóaljba szervezték át. A gárdadandárok voltak a ZNG egyetlen olyan egységei, amelyek kézifegyverekkel teljesen fel voltak fegyverkezve. viszont az egész ZNG-ben hiányoztak a nehézfegyverek, és nem volt parancsnoki és irányító struktúra. A nehézfegyverek hiánya olyan súlyos volt, hogy a ZNG a múzeumokból és filmstúdiókból származó második világháborús fegyvereket próbálta rendszerbe állítani. Akkoriban a horvát fegyverkészlet 30 ezer külföldön vásárolt kézi lőfegyverből és 15 ezer, korábban a rendőrség tulajdonában lévő fegyverből állt. Ekkor a gárdadandárokba vezényelt állomány pótlására egy új, 10 000 fős különleges rendőri egységet hoztak létre.

## Az ostromhoz vezető események
A JNA-nak szerb lázadásban betöltött szerepéről alkotott horvát vélemények 1991. januárja és szeptembere között fokozatosan alakultak ki. Franjo Tuđman horvát elnök első terve az volt, hogy az Európai Közösség (EK) és az Egyesült Államok támogatását szerezze meg Horvátországnak; ezért a JNA-laktanyák és tároló létesítmények elfoglalására vonatkozó tanácsokat ekkor még elutasította. A JNA létesítményeinek elfoglalását először 1990 végén Martin Špegelj honvédelmi miniszter szorgalmazta; majd 1991 elején és közepén, miközben a JNA 1991 június–júliusában a tíznapos háborúban a szlovén területvédelmi erők ellen harcolt, ismét sürgette Tuđmant, hogy fogadja el a tervet. A júliusban kinevezett új honvédelmi miniszter, Šime Đodan is megismételte Špegelj felhívásait. Spegelj maradt a ZNG parancsnoka.
Tuđman álláspontját az a meggyőződése motiválta, hogy Horvátország nem tud háborút nyerni a JNA ellen. Annak ellenére, hogy a JNA tevékenységét a jelek szerint összehangolták a horvátországi szerb erőkkel, a ZNG tevékenysége csak a védelemre korlátozódott. Ezt a benyomást erősítették meg a JNA által a horvátországi szerb milícia és a ZNG közötti fegyveres konfliktusok után létrehozott ütközőzónák. A konfliktusokba JNA rendre azután avatkozott be, hogy a ZNG területet vesztett, így a JNA érkezése előtt az általuk elfoglalt területek horvátországi szerbek kezében maradtak. A JNA fegyvereket is biztosított a horvátországi szerbeknek, bár a legtöbb fegyvert szerbiai területvédelmi erők és a belügyminisztérium készleteiből biztosították számukra.
1991 júliusában egy parlamenti vita során Špegelj és Đodan követeléseit számos horvát parlamenti képviselő is támogatta. Emiatt Tuđman még abban a hónapban menesztette Đodant, amelyben kinevezte, Špegelj pedig augusztus 3-án lemondott posztjáról. A kelet-horvátországi helyzet romlása, ideértve a ZNG csapatainak a JNA erői által Baranyából történt eltávolítását, az Eszék, Vukovár és Vinkovce környékén kitört harcokat, a növekvő veszteségeket, valamint az egyre erősödő meggyőződést, hogy a JNA aktívan támogatja a szerbek lázadását, Tuđmant végül cselekvésre kényszerítette. Augusztus 22-én ultimátumot intézett a jugoszláv szövetségi hatóságokhoz, melyben követelte, hogy a JNA katonáit a hónap végéig vonják vissza a laktanyába. Az ultimátum kimondta, hogy ha a JNA a felhívásnak nem tesz eleget, Horvátország megszálló hadseregnek tekinti, és megteszi a megfelelő lépéseket. Szeptember 1-jén az EB tűzszünetet és békekonferenciát javasolt, amelyet ultimátuma ellenére Tuđman és a jugoszláv elnökség is elfogadott. A konferencia szeptember 7-én kezdődött, és négy nappal később az elnökség akkori horvát elnöke, Stjepan Mesić utasította a JNA-t, hogy 48 órán belül térjen vissza laktanyákba. A lépést Tuđmannak az a meggyőződése motiválta, hogy miközben a konferencia folyik, a ZNG teret veszít. A parancsot a testület más tagjai vitatták, és ez Horvátországnak okot adott arra, hogy a JNA-val nyíltan is szembeszálljon.

## A szembenálló erők
A JNA belovári helyőrsége 1988-tól a 32. hadtest része volt, amelynek főhadiszállása Varasdon volt, és a JNA második legnagyobb Horvátországban állomásozó hadteste volt. Parancsnokságához tartozott a 32. gépesített dandár és a 32. vegyes tüzérezred, mindkettő Varasdon, a 32. mérnökezred Csáktornyán, a 411. vegyes páncéltörő tüzérezred Kőrösön, a 73. gépesített dandár Kaproncán, a 265. gépesített lövészdandár Belováron, és a 288. vegyes páncéltörő tüzérdandár Verőcén. A JNA-nak nem volt elegendő katonája ahhoz, hogy biztosítsa minden létesítményét, ezért az Okucsányba telepített 5. (banja lukai) hadtest egységeivel próbáltak megerősítseni néhány helyőrséget. Így a 73. gépesített dandár megerősítésére Kaproncára telepítették a 265. gépesített dandár egy részét. Ez az egység egy harckocsizászlóaljból és egy mérnökzászlóaljból állt, és 1990 augusztusában helyezték át őket Kaproncára, hogy fokozzák a JNA jelenlétét a városban. A 265. gépesített dandár egy másik, 23 páncélozott harcjárműből és 14 egyéb járműből álló harccsoportját Milan Čeleketić alezredes vezetésével Okucsányba telepítették. Az egységet augusztus 15-én csatolták az 5. hadtesthez, hogy megakadályozzák a horvát különleges rendőrséget abban, hogy kiűzze a horvátországi szerb erőket a városból.
Belovár adott otthont a 28. partizánhadosztály (területvédelmi egység) főhadiszállásának és a hadosztály egyik dandárjának is. A JNA legjelentősebb létesítménye Belovárban és közvetlen környezetében a város nyugati szélén található a Božidar Adžija laktanya volt. A laktanyában volt a belovári helyőrség főhadiszállása és a 265. gépesített dandár fegyverzetének nagy része, valamint körülbelül 500 tiszt és katona kapott helyet. Belovár központjában volt még a JNA-nak egy nem hadi jellegű létesítménye, amelyet egy kis biztonsági részleg, egy radarállomás és a város északi szélén, a Trojstveni Markovac település melletti Zvijerci faluban egy légvédelmi kommunikációs központ védett, valamint két raktárépület. A Logor raktárban a 265. gépesített dandár tankjait és egyéb felszereléseit, valamint a belovári horvát területvédelemtől elkobzott fegyvereket tárolták, és körülbelül 50 katona őrizte. A Barutana raktárban lőszert tároltak. Ellentétben a Logor raktárral, amely magában a városban volt, a Barutana raktár a Belovár melletti Bedenik-erdőben volt.
Horvátország 1991. február 23-án századnyi méretű különleges rendőri egységet hozott létre Belovárban. A nyugat-szlavóniai helyzet romlását követően a városban felállították a ZNG 105. dandárját, amely nagyrészt csak kézi lőfegyverekkel volt felszerelve, és kidolgozták a városba be- és onnan kivezető útvonalak blokádjának terveit. A város védelmének és a fegyvergyártásnak az ipari üzemekben történő koordinálására válságparancsnokságot állítottak fel.

## A csata lefolyása

### Növekvő feszültség és a blokád
Az első jelentős konfliktus a JNA-val Belovár térségében szeptember 1-jén történt, amikor 14 JNA tisztet és katonát fegyvereztek le egy horvát ellenőrzőponton. Belovár JNA helyőrségének parancsnoka, Rajko Kovačević ezredes a fegyverek visszaszolgáltatását követelte, azonban a horvát csapatok arra hivatkozva, hogy a fegyvereket már elküldték Zágrábba elutasították a kérést. A feszültség jelentősen megnőtt, miután a 105. dandárból Belovárba vezényelt 18 ZNG-katona a kusonjei csata során szeptember 9-én eltűnt. A város polgári hatóságai követelték a JNA-tól, hogy adjon tájékoztatást sorsukról, de a JNA kijelentette, hogy nincs tudomása az ügyről.

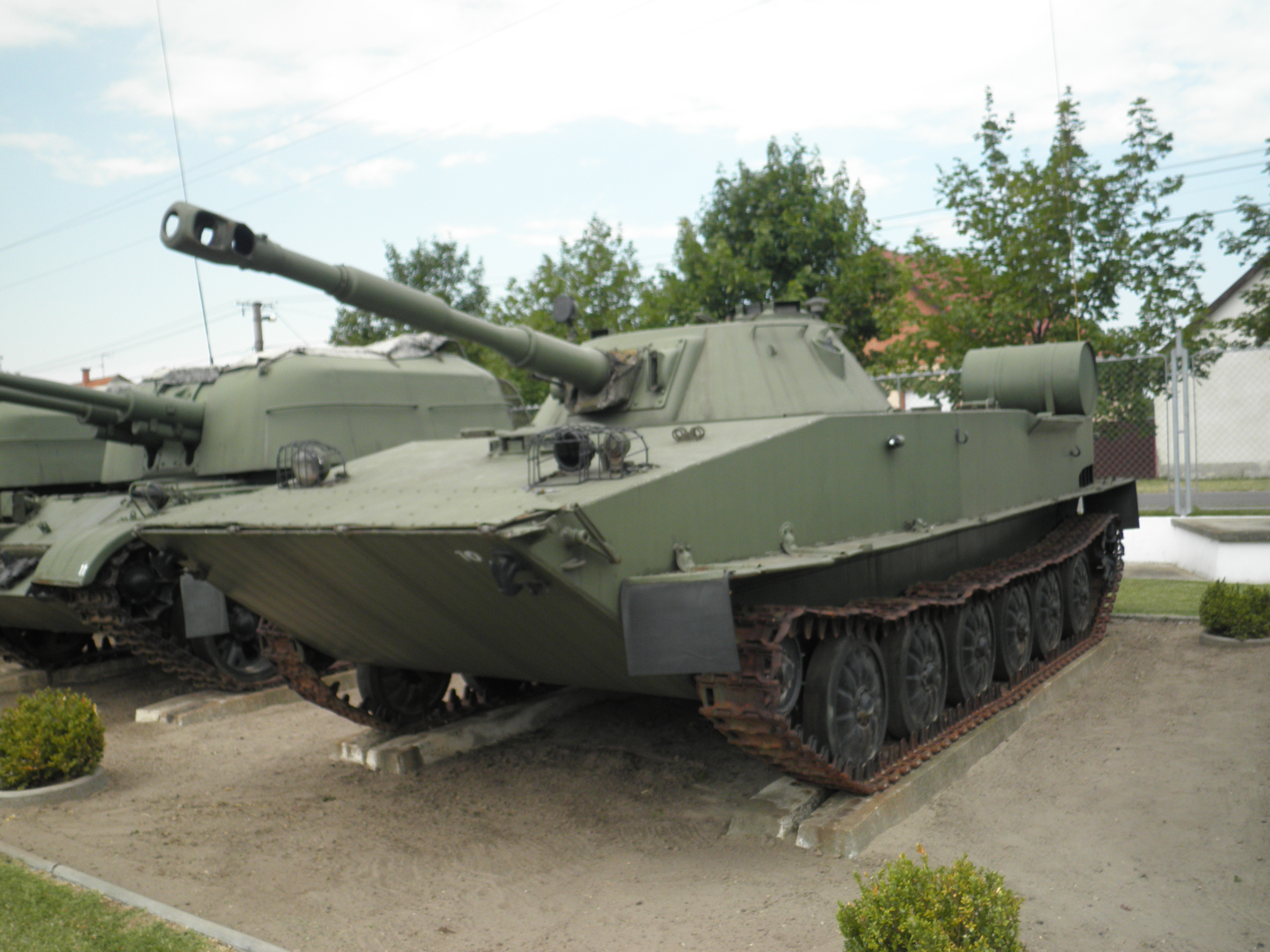
Belovárnál zsákmányolt PT-76-os kétéltű harckocsi

Szeptember 22-ig a horvát erők a belovári és kaproncai laktanyák kivételével ostrom alá vették és elfoglalták a 32. varasdi hadtest összes nagyobb helyőrségét. A JNA helyőrségei ebben a két városban azt a parancsot kapták, hogy az 5. hadtest ellenőrzése alatt álló Okucsány melletti területre vonuljanak vissza. A kaproncai helyőrség olyan parancsot kapott, hogy törjön ki Belovár irányába, és csatlakozzon a 265. gépesített dandárhoz, majd Grobosincon keresztül induljon Daruvár felé. Ezzel egy időben vették blokád alá a horvátok a belovári helyőrséget, a közműveket és az ellátást megszakítva és elvágva. 
A tárgyalások a Jure Šimić vezette polgári válságparancsnokság vezetésével zajlottak a helyőrség átadásáról, azonban elakadtak, amikor a JNA azt követelte, hogy a 265. gépesített dandár Okucsányba vagy Bosznia-Hercegovinába vonulhasson vissza. Akkoriban féltve a biztonságát, vagy azért, hogy elszigeteljék magukat a horvát hatóságoktól, számos horvátországi szerb civil keresett menedéket a laktanyában.

### A támadás előkészületei
A belovári JNA létesítmények lefoglalására az előkészületek szeptember 21–29-én zajlottak. Ezek közé tartozott a JNA létesítményei körüli akadályok elhelyezése, tüzérségi és légvédelmi egységek felállítása, valamint a JNA helyőrség elfoglalására vonatkozó tervek kidolgozása, melynek kódneve „Bilogora” hadművelet volt. A 105. dandár 1. zászlóalját Bedenik és Nagypisznice falvak környékén, a 2. zászlóaljat Narta faluban, a 3. zászlóaljat pedig Belovártól északra telepítették, és ezzel bekerítették a várost. Magában a városban kilenc harccsoportot telepítettek, hogy megtámadják azokat a páncélos egységeket, amelyek megpróbálhatják kitörést. A közeli falvakban két 12,7 milliméteres géppuskából két 20 milliméteres légvédelmi ágyúból álló légvédelmi rendszert állítottak fel. Hrgovljani térségébe egy üteg vontatott 100 milliméteres T-12-es páncéltörő ágyút telepítettek. Szeptember 23-án a páncéltörő fegyverek általános hiányának enyhítésére Zágrábból 200 Molotov-koktélt küldtek, Verőcéről pedig három, 9M14 Malyutka páncéltörő rakétarendszerrel felfegyverzett páncélozott harcjármű érkezett. Miután a varasdi JNA helyőrség megadta magát, a válságparancsnokságnak a belovári bázisú horvát fegyveres erők összes tevékenységét, valamint a Varasdból kapott erősítéseket is koordinálnia kellett. A katonai művelet parancsnokává Želimir Škarec ezredest, a Horvát Fegyveres Erők vezérkarának tagját nevezték ki.

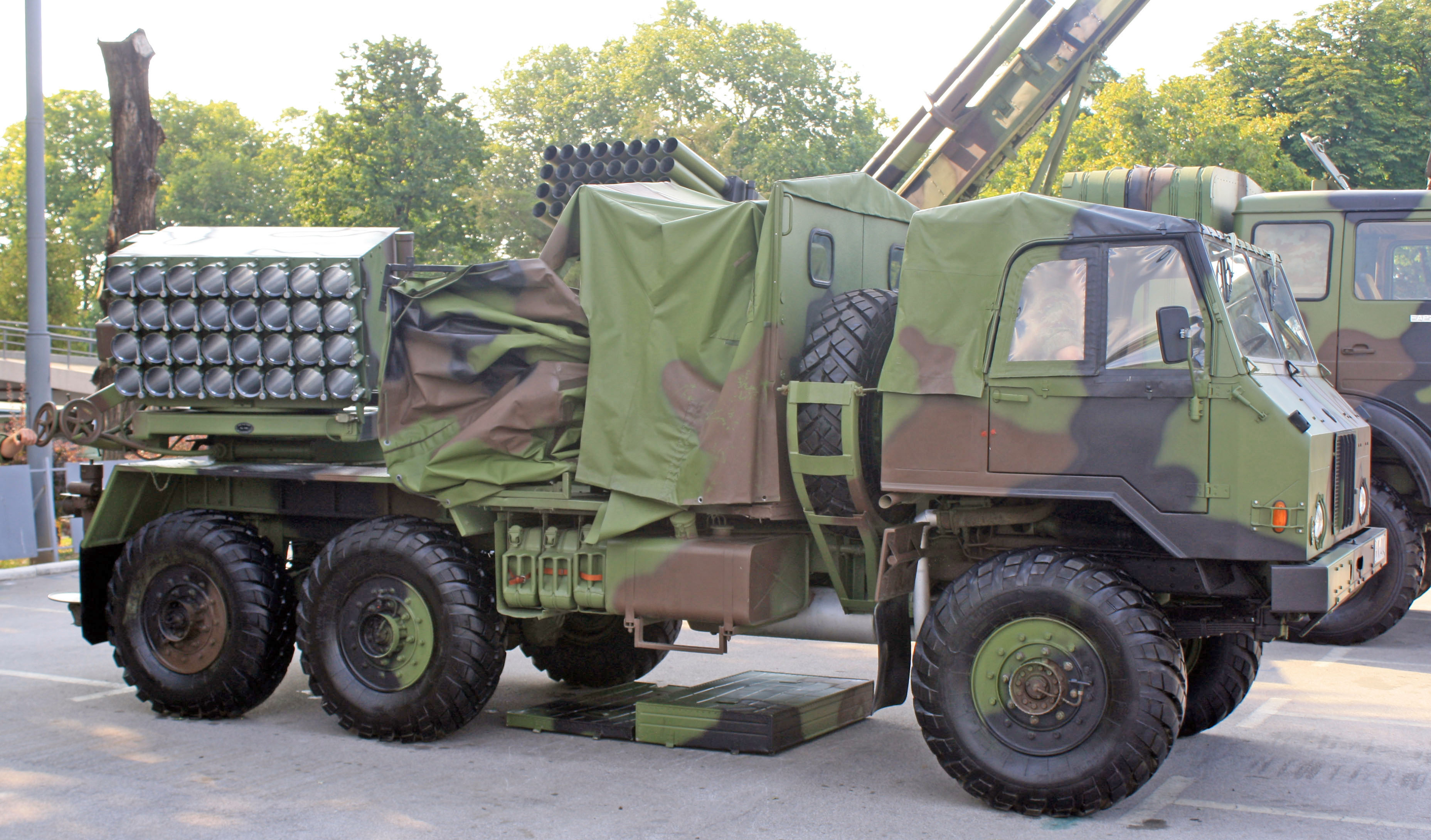
Belovárnál zsákmányolt M94 Plamen rakéta sorozatvető

A JNA és Horvátország között szeptember 22-én aláírt tűzszüneti megállapodás ellenére, amely a JNA laktanya ellátásának újraindítását írta elő, arra hivatkozva, hogy a megállapodás csak a JNA tisztek és katonák ellátását tette lehetővé, de civilek is meghúzódtak a laktanyában, a belovári hatóságok megtagadták a közművek helyreállítását. Szeptember 27-én a horvát vezérkar elrendelte, hogy a helyőrséget szeptember 28–30-án foglalják el. Tus a vezérkar főnökeként elrendelte, hogy szélsőséges JNA tiszteket gyilkolják meg, mielőtt azok a polgári lakosságot lemészárolnák, vagy jelentős anyagi kárt okoznának. Tus szerint ez a parancs azon az értékelésen alapult, hogy Belovárban olyan szélsőséges JNA tisztek voltak, akik ilyen cselekményeket akartak végrehajtani.

### A helyőrség elfoglalása
Szeptember 29-én reggel a ZNG és a horvát rendőrség megtámadta a JNA belovári létesítményeit. Válaszul Kovačević felvette a kapcsolatot a zágrábi JNA 5. katonai körzetével, és légicsapásokat kért a város és a ZNG ellen. A források nem jelzik, hogy végrehajtották-e a kért légicsapásokat. Az 5. katonai körzet ehelyett nyomást gyakorolt a központi horvát hatóságokra, hogy parancsolják meg a belovári ZNG-nek, hogy tartsák be a Horvátország és a JNA között korábban szeptember 22-én megkötött átfogó tűzszünetet. A tűzszünet ellenőrzése érdekében az Európai Közösségi Megfigyelő Misszió (ECMM) megfigyelőcsoportot küldött a városba. A belovári hatóságok azonban figyelmen kívül hagyva a vezérkartól kapott parancsot feltartóztatták az ECMM csapatát, mielőtt az elérte volna a várost. Šimić szerint a lépésre azután került sor, hogy Petar Stipetić altábornagy telefonált neki, és sürgette, hogy folytassa a támadást. Šimić beszámolójának hitelességét vitatta Davor Domazet-Lošo admirális, aki azt állította, hogy ez Horvátországnak az ECMM előtti hiteltelenítésére tett kísérlet volt. 19:00 órakor a ZNG elfoglalta Božidar Adžija laktanyát. Addigra már városban és annak közelében a JNA összes többi létesítményét elfoglalták.
Mielőtt a Barutana raktárt a ZNG elfoglalta volna, Milan Tepić JNA őrnagy felrobbantotta az 1700 tonna lőszert tartalmazó négy tárolószerkezet egyikét.A robbanás 10:43-kor történt, megölve Tepićet, és tizenegy ZNG-katonát, akik blokád alá vették a Bedenik-erdőben található raktárt. A robbanás egy 200 méter széles körben döntötte ki a fákat, megrongálta a közeli építményeket, és még onnan 20 kilométerre is lehetett hallani.A JNA egy másik katonát is elveszített a raktár környékén, akit egy páncéltörő rakéta ölt meg, miközben egy gyalogsági harcjárműben csapott össze a ZNG-vel.

## Következmények
A belovári laktanya ostroma és elfoglalása során a JNA katonái közül 14-en haltak meg és 30-an sebesültek meg. A ZNG 17 halottat veszített, és rajtuk kívül öt civil halálos áldozat is volt. Összesen 70 sebesült ZNG-katona és civil volt. A ZNG csapatai 60 JNA tisztet és 365 katonát fogtak el. Az elfogottakat a Slavonski Šamac és Bosanski Šamac közötti fogolycserében november 14-én engedték szabadon. A ZNG által zsákmányolt felszerelések között 75 db T-55-ös és három PT-76-os harckocsi, 9 db 122 milliméteres tarack, négy darab M-63-as Plamen rakétavető, 77 db BVP M-80-as gyalogsági harcjármű, valamint a korábban a horvát területvédelemtől elkobzott kézi lőfegyverek, valamint a 28. partizánhadosztály 1. dandárjának fegyverei, köztük 1300 db rohampuska és géppuska, valamint mintegy 100 teherautó. A harcok során Belovárban és Hrgovljaniban 437 lakóépület, 513 lakás, 169 közműépület és 25 köz- és kereskedelmi épület sérült meg vagy semmisült meg. Másnap a 32. hadtest egyetlen megmaradt nagyobb egysége, a Kaproncában székelő 73. motoros dandár is megadta magát a ZNG-nek.

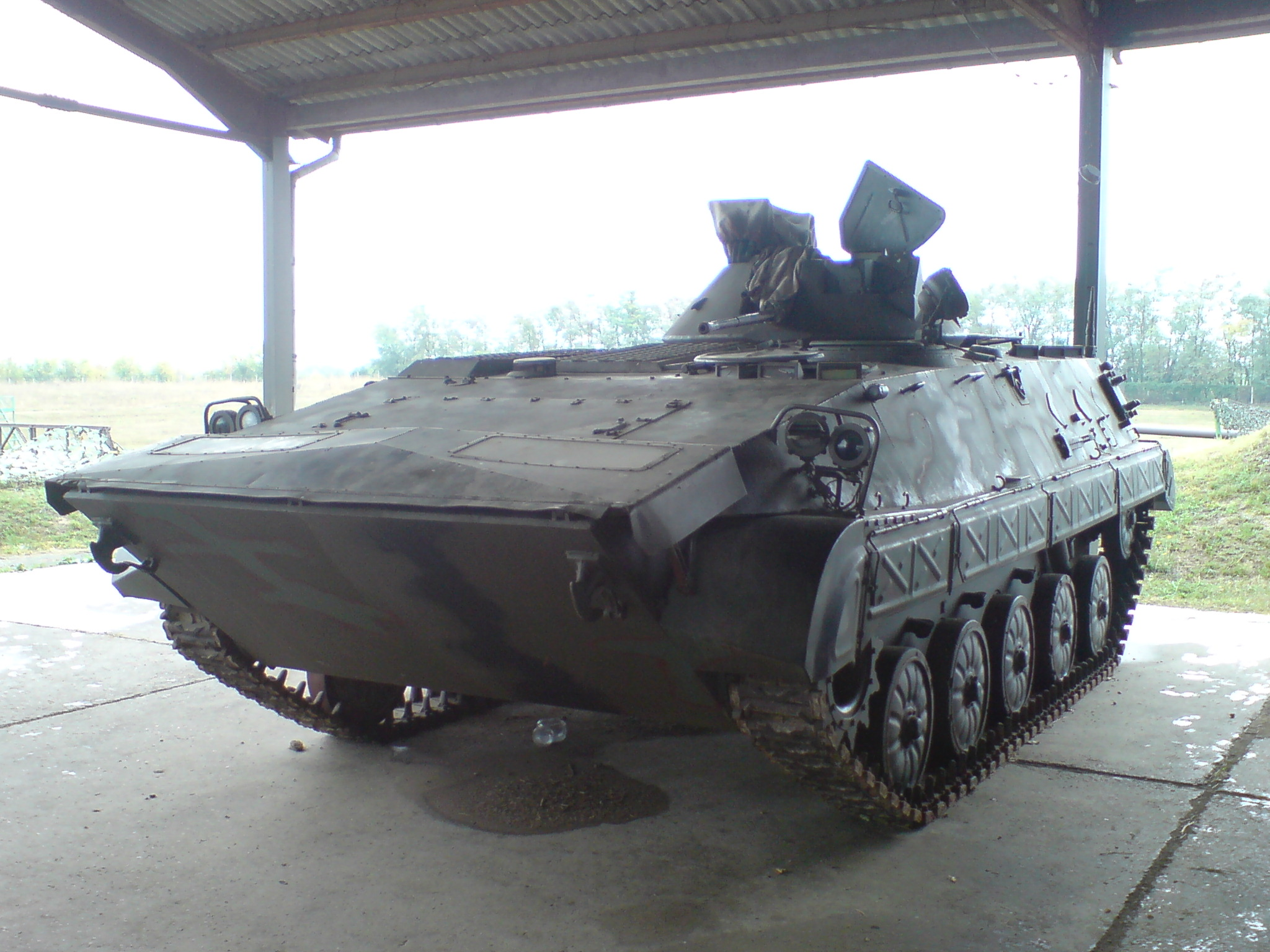
Belovárnál zsákmányolt BVP M80-as gyalogsági harcjármű

A belovári JNA laktanya elfoglalása a JNA és Horvátország között kötött igalói tűzszüneti megállapodást, nevezetesen az ottani JNA laktanya blokádjának feloldására vonatkozó rendelkezést is érintette. Kezdetben vita alakult ki Tuđman és Veljko Kadijević JNA tábornok között, hogy ez a laktanyában való normális életkörülmények elérését vagy a horvátországi JNA teljes mozgásszabadságát jelenti-e. Végül egy kompromisszumos értelmezés született, amelyet Kadijević kifejezetten a belovári események miatt dolgozott ki. Október 1-jén Kadijević ultimátumot intézett Horvátországhoz, amelyben egy, a horvát lakosság számára létfontosságú polgári létesítmény megsemmisítésével fenyegetett minden egyes, a ZNG által elfoglalt katonai harcálláspont után. Az ultimátum bebizonyította, hogy a JNA Horvátországot ellenséges területnek tekinti, nem pedig az ország részének, amelyet meg kell védenie.
Tepićet Szerbiában hősnek tartották, mert inkább meghalt, mint megadja magát. Jugoszlávia Elnöksége 1991. november 19-én posztumusz a Nép Hőse Érdemrenddel tüntette ki, ezzel ő lett az érdemrend utolsó kitüntetettje. A szerbiai hatóságok ezt követően hősiesnek minősítették tettét, példaként állították katonáik számára.
2005-ben a belovári hatóságok bejelentették, hogy háborús bűnök miatt vádat emelnek a JNA két meg nem nevezett tisztje ellen. Šimićet 2010-ben háborús bűnökkel, különösen hadifoglyok meggyilkolásával vádolták. A Belovár Megyei Bíróság által felhozott vádak szerint Šimić több, általa közvetlenül irányított személyt ölt meg. Megölte Kovačevićet és két másik JNA tisztet, miután szeptember 29-én megadták magukat. 2014-ben a tárgyalás még folyamatban volt. Négy másik személyt a Božidar Adžija laktanyában elfogott hat hadifogoly megölésével vádoltak. Ezeket a foglyokat, valamint egy civilt, akit szeptember 2-a óta őrizetben tartottak, a Malo Korenovo falu melletti Česma-erdőbe vitték, hogy lelőjék őket. A katonák meghaltak, de a civil, bár súlyos sérüléseket szenvedett túlélte. A négy vádlottat 2012-ben felmentették. Škarecet és a belovári területvédelmi erők vezérkari főnökét, Stjepan Budimskit a vezérkar parancsának megszegésével vádolták, és bebörtönözték. Miután több hónapot fogságben töltöttek, Škarecet és Budimskit hivatalos vádemelés nélkül szabadon engedték. Škarecet elbocsátották a horvát fegyveres erőktől.

## Fordítás
Ez a szócikk részben vagy egészben  a   Siege of Bjelovar barracks című angol Wikipédia-szócikk ezen változatának fordításán alapul.  Az eredeti cikk szerkesztőit annak laptörténete sorolja fel. Ez a jelzés csupán a megfogalmazás eredetét és a szerzői jogokat jelzi, nem szolgál a cikkben szereplő információk forrásmegjelöléseként.